# Ryosuke Yamanaka
Ryosuke Yamanaka (født 20. april 1993) er en japansk fodboldspiller. Han er medlem af Japans fodboldlandshold.

## Japans fodboldlandshold
| Japans landshold | Japans landshold | Japans landshold |
| År               | Kmp              | Mål              |
| ---------------- | ---------------- | ---------------- |
| 2018             | 1                | 1                |
| Total            | 1                | 1                |